# Viellenave-d'Arthez
Pour les articles homonymes, voir Viellenave (homonymie) et Arthez.
Viellenave-d'Arthez (en béarnais Vièlanava-d’Artés ou Bièlenabe-d’Artés) est une commune française située dans le département des Pyrénées-Atlantiques, en région Nouvelle-Aquitaine.
Le gentilé est Viellenavais.

## Géographie

### Localisation
La commune de Viellenave-d'Arthez se trouve dans le département des Pyrénées-Atlantiques, en région Nouvelle-Aquitaine.
Elle se situe à 20 km par la route de Pau, préfecture du département, et à 8,7 km d'Artix, bureau centralisateur du canton d'Artix et Pays de Soubestre dont dépend la commune depuis 2015 pour les élections départementales. 
La commune fait en outre partie du bassin de vie de Pau.
Les communes les plus proches sont : 
Bougarber (1,5 km), Bougarber (1,6 km), Casteide-Cami (3,5 km), Labastide-Monréjeau (4,0 km), Uzein (4,1 km), Beyrie-en-Béarn (4,2 km), Mazerolles (4,5 km), Boumourt (5,0 km).
Sur le plan historique et culturel, Viellenave-d'Arthez fait partie de la province du Béarn, qui fut également un État et qui présente une unité historique et culturelle à laquelle s’oppose une diversité frappante de paysages au relief tourmenté.

### Communes limitrophes
Les communes limitrophes sont  Bougarber, Cescau, Mazerolles, Momas et Uzein.
|        | Mazerolles          | Momas            |
| Cescau | Viellenave-d'Arthez | Uzein (sur 50 m) |
|        | Bougarber           |                  |

### Hydrographie

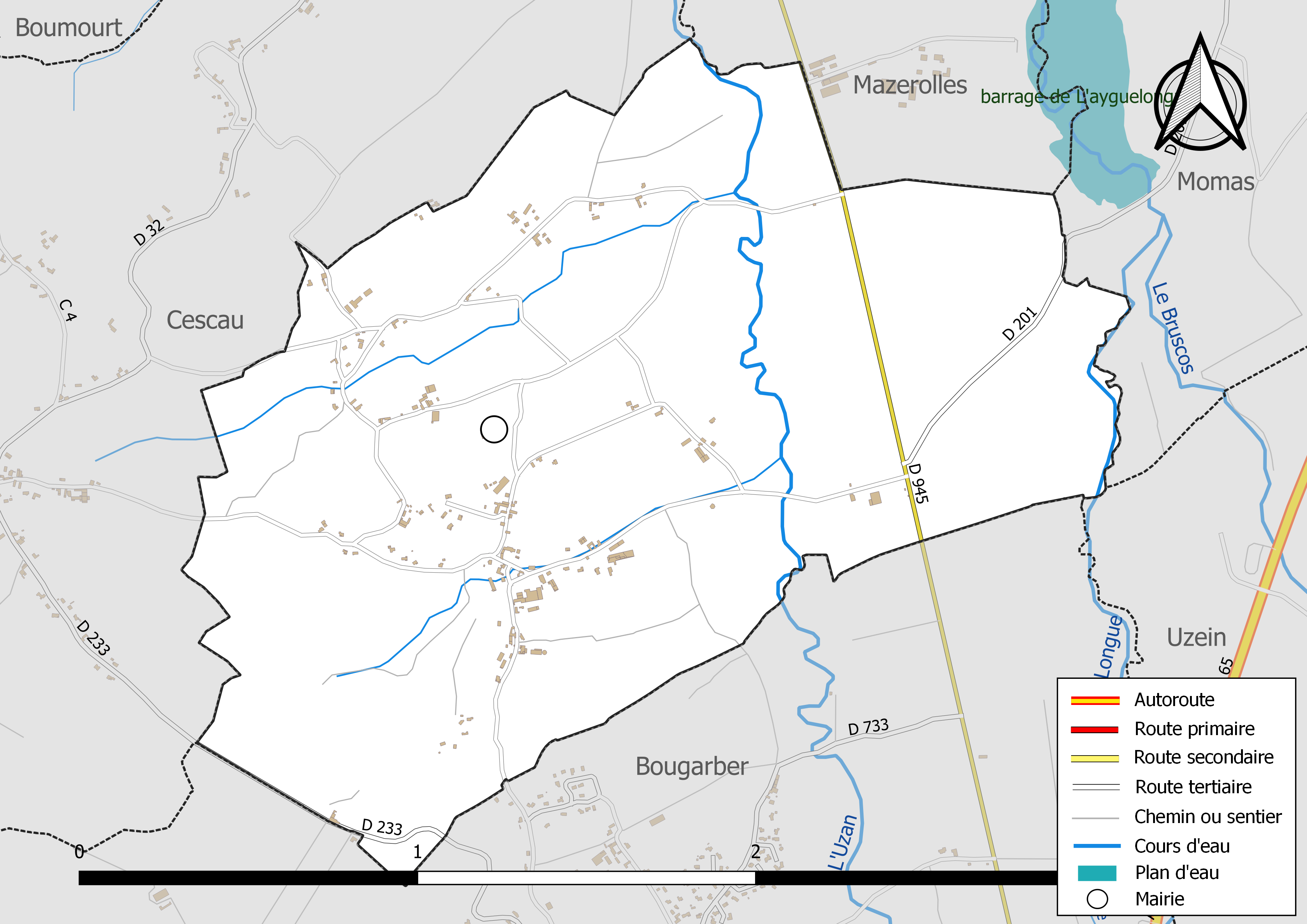
Réseaux hydrographique et routier de Viellenave-d'Arthez.

La commune est drainée par l'Aïgue Longue, l'Uzan et par deux petits cours d'eau, constituant un réseau hydrographique de 6 km de longueur totale,.
L'Aïgue Longue, d'une longueur totale de 24,4 km, prend sa source dans la commune de Pau et s'écoule du sud-est vers le nord-ouest. Il traverse la commune et se jette dans le Luy de Béarn à Momas, après avoir traversé 13 communes.
L'Uzan, d'une longueur totale de 23,6 km, prend sa source dans la commune de Lons et s'écoule du sud-est vers le nord-ouest. Il traverse la commune et se jette dans le Luy de Béarn à Uzan, après avoir traversé 12 communes.

### Climat
Pour des articles plus généraux, voir Climat de la Nouvelle-Aquitaine et Climat des Pyrénées-Atlantiques.
Historiquement, la commune est exposée à un climat de montagne.  
En 2020, Météo-France publie une typologie des climats de la France métropolitaine dans laquelle la commune est toujours exposée à un climat de montagne et est dans la région climatique Pyrénées atlantiques, caractérisée par une pluviométrie élevée (>1 200 mm/an) en toutes saisons, des hivers très doux (7,5 °C en plaine) et des vents faibles.
Pour la période 1971-2000, la température annuelle moyenne est de 13,3 °C, avec une amplitude thermique annuelle de 14 °C. Le cumul annuel moyen de précipitations est de 1 177 mm, avec 11,6 jours de précipitations en janvier et 7,9 jours en juillet. Pour la période 1991-2020, la température moyenne annuelle observée sur la station météorologique la plus proche, située sur la commune d'Uzein à 4,05 km à vol d'oiseau, est de 13,7 °C et le cumul annuel moyen de précipitations est de 1 093,8 mm,. Pour l'avenir, les paramètres climatiques de la commune estimés pour 2050 selon différents scénarios d’émission de gaz à effet de serre sont consultables sur un site dédié publié par Météo-France en novembre 2022.

### Milieux naturels et biodiversité
Aucun espace naturel présentant un intérêt patrimonial n'est recensé sur la commune dans l'inventaire national du patrimoine naturel,,.

## Urbanisme

### Typologie
Au 1er janvier 2024, Viellenave-d'Arthez est catégorisée commune rurale à habitat dispersé, selon la nouvelle grille communale de densité à sept niveaux définie par l'Insee en 2022.
Elle est située hors unité urbaine. Par ailleurs la commune fait partie de l'aire d'attraction de Pau, dont elle est une commune de la couronne,. Cette aire, qui regroupe 227 communes, est catégorisée dans les aires de 200 000 à moins de 700 000 habitants,.

### Occupation des sols

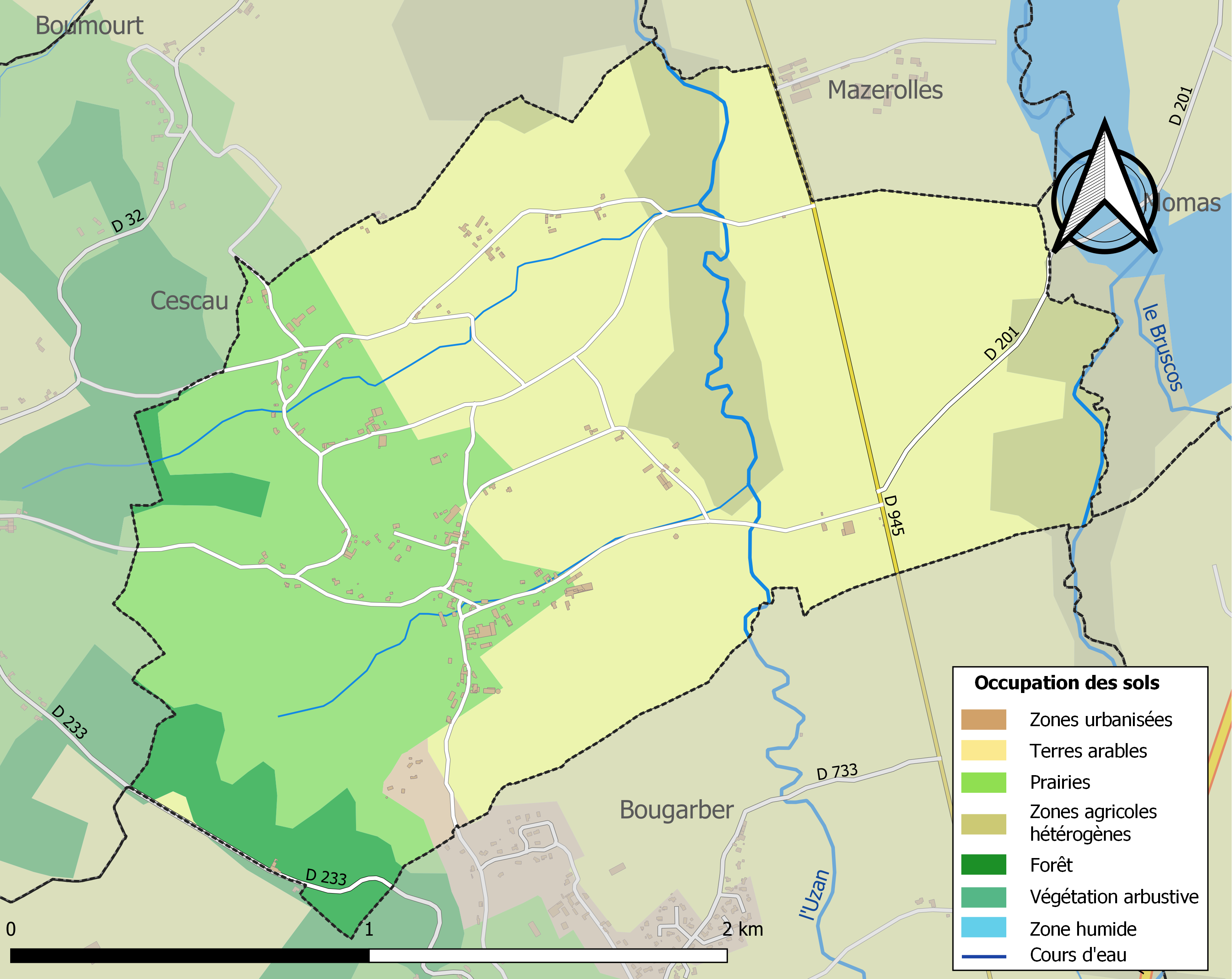
Carte des infrastructures et de l'occupation des sols de la commune en 2018 (CLC).

L'occupation des sols de la commune, telle qu'elle ressort de la base de données européenne d’occupation biophysique des sols Corine Land Cover (CLC), est marquée par l'importance des territoires agricoles (93,2 % en 2018), en diminution par rapport à 1990 (94,1 %). La répartition détaillée en 2018 est la suivante : 
terres arables (53,7 %), prairies (28,1 %), zones agricoles hétérogènes (11,5 %), forêts (5,9 %), zones urbanisées (0,9 %). L'évolution de l’occupation des sols de la commune et de ses infrastructures peut être observée sur les différentes représentations cartographiques du territoire : la carte de Cassini (XVIIIe siècle), la carte d'état-major (1820-1866) et les cartes ou photos aériennes de l'IGN pour la période actuelle (1950 à aujourd'hui).

### Voies de communication et transports
La commune est desservie par la route départementale D 945.

### Risques majeurs
Le territoire de la commune de Viellenave-d'Arthez est vulnérable à différents aléas naturels : météorologiques (tempête, orage, neige, grand froid, canicule ou sécheresse), inondations et séisme (sismicité modérée). Un site publié par le BRGM permet d'évaluer simplement et rapidement les risques d'un bien localisé soit par son adresse soit par le numéro de sa parcelle.
Certaines parties du territoire communal sont susceptibles d’être affectées par le risque d’inondation par une crue à  débordement lent de cours d'eau, notamment l'Aygue longue et l'Uzan. La commune a été reconnue en état de catastrophe naturelle au titre des dommages causés par les inondations et coulées de boue survenues en 1982, 1983, 2008 et 2009,.

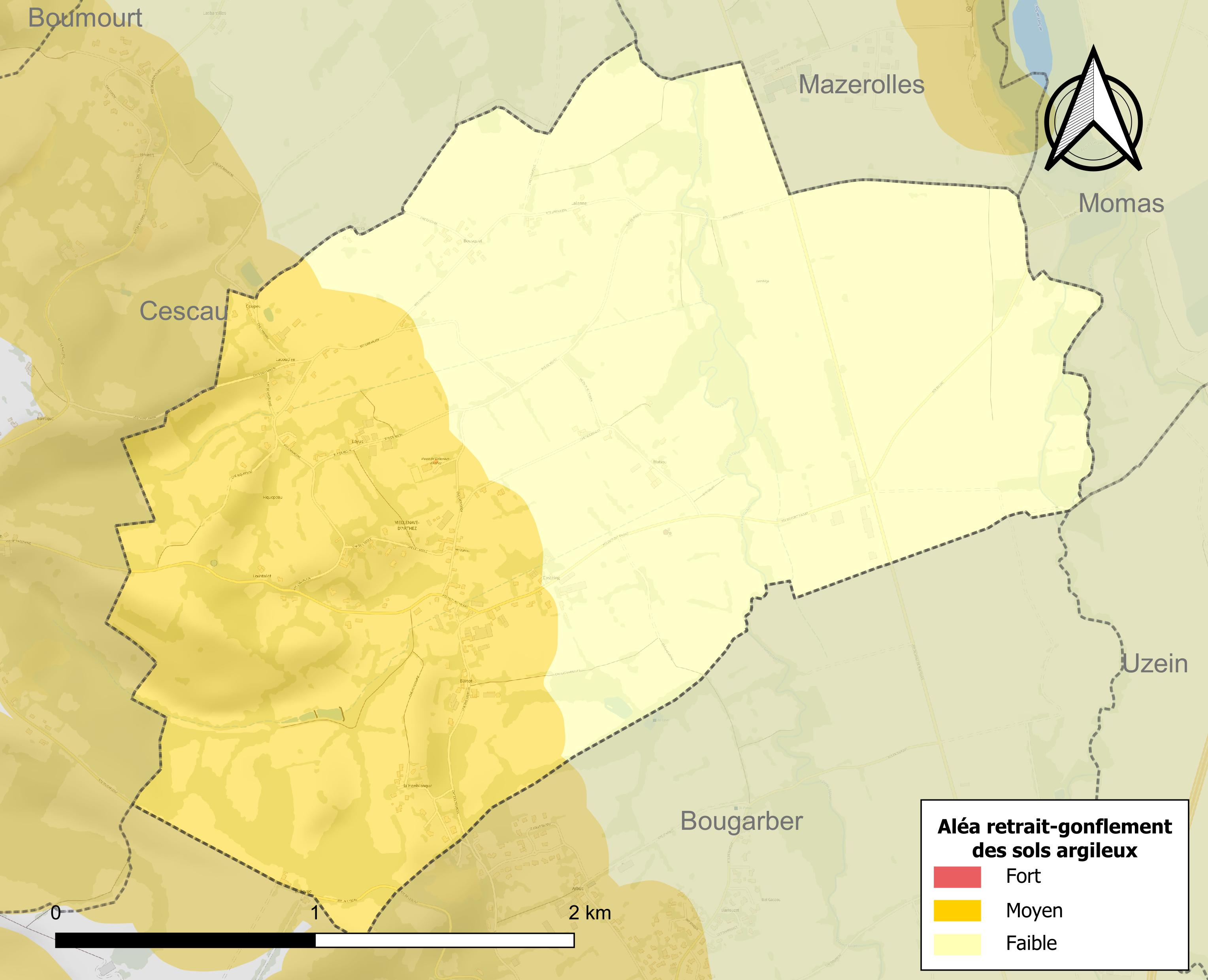
Carte des zones d'aléa retrait-gonflement des sols argileux de Viellenave-d'Arthez.

Le retrait-gonflement des sols argileux est susceptible d'engendrer des dommages importants aux bâtiments en cas d’alternance de périodes de sécheresse et de pluie. 40,7 % de la superficie communale est en aléa moyen ou fort (59 % au niveau départemental et 48,5 % au niveau national). Depuis le 1er octobre 2020, en application de la loi ELAN, différentes contraintes s'imposent aux vendeurs, maîtres d'ouvrages ou constructeurs de biens situés dans une zone classée en aléa moyen ou fort,.

## Toponymie
Le toponyme Viellenave apparaît sous les formes 
Biele-Nave (1350, notaires de Pardies), 
Biele-Nabe (1457, cartulaire d'Ossau) et 
Vielenabe pres Cescau (1538, réformation de Béarn).
Son nom béarnais est Vièlanava-d’Artés ou Bièlenabe-d’Artés.

## Histoire
Paul Raymond note qu'en 1385, Viellenave comptait six feux et dépendait du bailliage de Pau.

## Politique et administration
| Période | Période | Identité           | Étiquette | Qualité |
| ------- | ------- | ------------------ | --------- | ------- |
| 1995    | 2020    | Fernand Camguilhem |           |         |
| 2020    |         | Thérèse Porlier    |           |         |

### Intercommunalité
Viellenave-d'Arthez appartient à quatre structures intercommunales :
- la communauté de communes de Lacq-Orthez ;
- le regroupement pédagogique intercommunal (RPI) en pays d'Arthez ;
- le syndicat eau et assainissement des Trois Cantons ;
- le syndicat d'énergie des Pyrénées-Atlantiques.

## Population et société

### Démographie
L'évolution du nombre d'habitants est connue à travers les recensements de la population effectués dans la commune depuis 1793. Pour les communes de moins de 10 000 habitants, une enquête de recensement portant sur toute la population est réalisée tous les cinq ans, les populations de référence des années intermédiaires étant quant à elles estimées par interpolation ou extrapolation. Pour la commune, le premier recensement exhaustif entrant dans le cadre du nouveau dispositif a été réalisé en 2007.

En 2022, la commune comptait 227 habitants, en évolution de +16,41 % par rapport à 2016 (Pyrénées-Atlantiques : +3,78 %, France hors Mayotte : +2,11 %).
| 1793 | 1800 | 1806 | 1821 | 1831 | 1836 | 1841 | 1846 | 1851 |
| ---- | ---- | ---- | ---- | ---- | ---- | ---- | ---- | ---- |
| 235  | 250  | 232  | 210  | 247  | 241  | 230  | 253  | 221  |

| 1856 | 1861 | 1866 | 1872 | 1876 | 1881 | 1886 | 1891 | 1896 |
| ---- | ---- | ---- | ---- | ---- | ---- | ---- | ---- | ---- |
| 227  | 213  | 214  | 212  | 200  | 198  | 182  | 190  | 198  |

| 1901 | 1906 | 1911 | 1921 | 1926 | 1931 | 1936 | 1946 | 1954 |
| ---- | ---- | ---- | ---- | ---- | ---- | ---- | ---- | ---- |
| 196  | 177  | 175  | 142  | 141  | 124  | 146  | 129  | 120  |

| 1962 | 1968 | 1975 | 1982 | 1990 | 1999 | 2006 | 2007 | 2012 |
| ---- | ---- | ---- | ---- | ---- | ---- | ---- | ---- | ---- |
| 143  | 119  | 137  | 130  | 157  | 154  | 163  | 164  | 174  |

| 2017 | 2022 | - | - | - | - | - | - | - |
| ---- | ---- | - | - | - | - | - | - | - |
| 205  | 227  | - | - | - | - | - | - | - |

Viellenave-d'Arthez fait partie de l'aire d'attraction de Pau.

## Culture locale et patrimoine

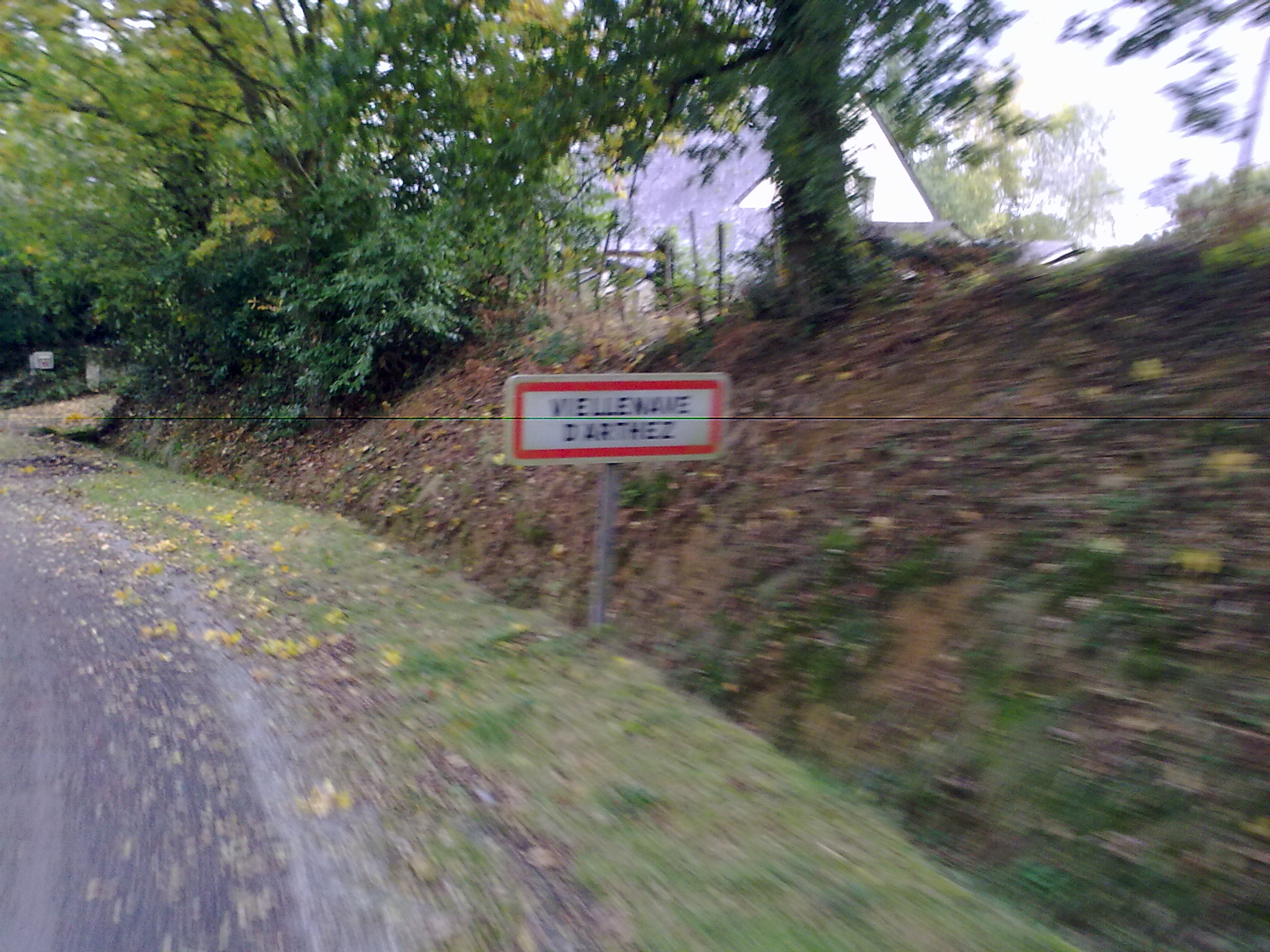
Entrée dans Viellenave-d'Arthez.

Les fêtes patronales de Viellenave-d'Arthez se déroulent traditionnellement le second week-end du mois de septembre.

### Patrimoine civil
Une salle des fêtes (Maison pour Tous) est située proche de la mairie.
La bibliothèque est située dans l'ancienne école au sommer de la Route de l'Ecole.

### Patrimoine religieux
Le village ne possède ni église ni cimetière ; les habitants vont à Cescau.